# Oclaro
Oclaro була американською компанією, що займалася виробництвом і продажем оптичних компонентів. Раніше Oclaro була включена до списку компаній, що торгують на Лондонській фондовій біржі і була частиною індексу FTSE 100. Згодом компанію було придбано Lumentum (LITE) в грудні 2018 року.

## Історія
Компанія була заснована у Великій Британії в 1988 році під назвою Bookham Technology. Вона стала першою компанією, яка виготовляла оптичні компоненти, що можуть бути інтегровані в кремнієву інтегральну схему. У 2002 році компанія значно розширилася, коли придбала оптичні компоненти бізнесу компаній в Marconi та Nortel Networks. У 2003 році вона придбала Cierra Photonics із Санта-Рози, Каліфорнія, і New Focus, американську компанію, за 118 мільйонів фунтів стерлінгів. У 2004 році вона придбала Onetta, Inc. і стала американською компанією. У березні 2006 року Bookham придбала компанію Avalon Photonics, що базувалася у Цюріху, Швейцарія.
Корпорація Avanex була заснована в 1997 році та провела первинне публічне розміщення акцій 4 лютого 2000 року, залучивши 216 мільйонів доларів США. Корпорація базувалася у Фрімонті, Каліфорнія. У 2002 році (після спаду бульбашки доткомів) компанія провела реструктуризацію, включаючи закриття заводу у Річардсоні, штат Техас. У 2003 році Avanex придбала Alcatel Optronics France SA у Alcatel та фотонічний технологічний бізнес Corning Incorporated.
У першому кварталі 2009 року Bookham зазнав збитків через зниження обсягів продажу з $50 млн до $47 млн. У кінці квітня 2009 року компанії Bookham і Avanex оголосили про злиття, утворивши одного з найбільших постачальників оптичних компонентів, модулів та підсистем для телекомунікацій. Новоутворена компанія отримала назву Oclaro, поєднавши слова Optical і Clarity.
Opnext, Inc. була заснована як спільний проєкт Clarity Group та оптичних дослідників з Hitachi. Opnext залучила понад 253 мільйони доларів на своїй першій публічній пропозиції акцій 15 лютого 2007 року. 26 березня 2012 року Oclaro, Inc. оголосила про придбання Opnext. Злиття між Oclaro та Opnext було схвалено акціонерами обох компаній 23 липня 2012 року.
12 вересня 2013 року Oclaro, Inc. оголосила про продаж свого бізнесу з галієвим-арсенідним лазерним діодом у Цюриху компанії II—VI Incorporated за $115 млн. Згідно з угодою, II—VI придбала компанію Oclaro у Цюриху, Швейцарія, включаючи її виробничий цех GaAs, а також відповідні потужні лазерні діоди, VCSEL та лінії продуктів 980 нм для насосних лазерів, включаючи інтелектуальну власність, інвентар, обладнання і дослідницький центр у Тусоні, Аризона. Обороти цього бізнесу в Цюриху становили приблизно 87 млн доларів за фінансовий рік, закінчений 29 червня 2013 року.
Компанія проєктує, виробляє і продає оптичні компоненти переважно для волоконно-оптичних мереж зв'язку.
Oclaro була придбана компанією Lumentum в грудні 2018 року за приблизно 1,8 мільярда доларів США.